# Elf (album Varius Manx)
Elf – czwarty album studyjny Varius Manx. Płyta została wydana 24 kwietnia 1995 roku przez Zic Zac.
Album został nagrany z nowym członkiem grupy – saksofonistą Rafałem Kokotem. Wielkim powodzeniem cieszyła się ogólnopolska trasa zespołu promująca krążek. Ukoronowaniem roku były liczne nagrody. Po nagraniu tego albumu z zespołu odeszła Anita Lipnicka.
Album uzyskał status pięciokrotnej platynowej płyty.
Utwory z płyty w większości tworzą ścieżkę dźwiękową do filmu Młode wilki.

## Lista utworów
| 1.  | „Zabij mnie”               | 3:47  |
|     |                            |       |
| 2.  | „Oszukam czas”             | 4:03  |
|     |                            |       |
| 3.  | „Sleight Of Hand”          | 4:08  |
|     |                            |       |
| 4.  | „Belle”                    | 3:28  |
|     |                            |       |
| 5.  | „Wolne ptaki”              | 3:24  |
|     |                            |       |
| 6.  | „Bez”                      | 3:29  |
|     |                            |       |
| 7.  | „Pocałuj noc”              | 3:25  |
|     |                            |       |
| 8.  | „Wstyd”                    | 4:28  |
|     |                            |       |
| 9.  | „The Pretty Time”          | 3:44  |
|     |                            |       |
| 10. | „Zamigotał świat”          | 3:36  |
|     |                            |       |
| 11. | „Deadpans Parade”          | 3:24  |
|     |                            |       |
| 12. | „Elf skradnie wasze serca” | 5:41  |
|     |                            |       |
| 13. | „Co dalej?”                | 3:05  |
|     |                            |       |
|     |                            | 49:42 |
|     |                            |       |

## Single
- Zabij mnie / Do ciebie – 1995
- Oszukam czas – 1995
- Zamigotał świat – 1995
- Wstyd – 1995

## Wykonawcy
- Anita Lipnicka – wokal
- Robert Janson – programowanie instrumentów klawiszowych
- Rafał Kokot – saksofon sopranowy, saksofon altowy
- Michał Marciniak – gitara klasyczna, akustyczna (Ovation, Fender), gitara elektryczna (Fender Stratocaster, Ibanez), 12-strunowa (Gibson), mandolina
- Paweł Marciniak – gitara basowa (Ibanez, Fretless), fortepian, instrumenty klawiszowe
- Sławek Romanowski – perkusje, instrumenty perkusyjne
- Jacek Puczyński – wiolonczela
- Jacek Michalak – akordeon
- Anka Węglarska – flet
- Marek Wroński – skrzypce
- Beata Kacprzyk, Daria Druzgała, Małgorzata Pruszyńska (De Su) – wokal

- Muzyka: Robert Janson
- Słowa: Anita Lipnicka z wyjątkiem 3, 11 – Robert Amirian
- Projekt i opracowanie: Kasia Mrożewska, Marek Kościkiewicz
- Zdjęcie na okładce: Wojciech Wieteska
- Zdjęcia zespołu: Andrzej Świetlik
- Zespół ubrała: Dorota Roqueplo
- Aranżacja: Varius Manx
- Realizacja: Leszek Kamiński
- Mastering: Grzegorz Piwkowski

## Nagrody i wyróżnienia
- Fryderyki '95:
  - najlepszy zespół
  - najlepsza płyta
  - kompozytor roku dla Roberta Jansona